# 水头镇 (夏县)
水头镇，是中华人民共和国山西省运城市夏县下辖的一个乡镇级行政单位。

## 行政区划
水头镇下辖以下地区：
水头村、南乔村、洛沱湾村、水南村、付家村、坡底村、阎赵村、常村、后堡村、仪门村、马乔村、下牛村、上牛村、张付村、柳付村、曹张村、大张村、小张村、东张村、西张村、西下晁村、岳村、张庄村、兴南村、牛家凹村、小晁村、三贤庄村和中原村。